# Scottie Lindsey
Scott Christopher Lindsey, detto Scottie (Hillside, 20 maggio 1996), è un cestista statunitense.